# 玉城満
玉城 満（たまき みつる、1958年10月25日 - ）は、沖縄県のタレント・政治家である。劇団「笑築過激団」の座長。りんけんバンドの元メンバー。母方の祖父はコザ市長を務めた大山朝常。

## 来歴
1958年10月25日、コザ市（現在の沖縄市）に生まれる。1969年に熊本マリスト学園中学校・高等学校に入学。1977年、昭和薬科大学附属高等学校・中学校を卒業し、岡山理科大学に入学。
東京に出て、アングラ劇団「発見の会」で役者修行。劇団「潮」で沖縄芝居を再発見したのを機に沖縄に戻り、照屋林助に従事する。
1981年から、りんけんバンドに所属し、メインボーカルを務めた。1983年、自らの劇団「笑築過激団」を旗揚げする。
2008年6月8日の沖縄県議会議員選挙に沖縄市選挙区より無所属で立候補し当選し、2012年沖縄県議会議員選挙、2016年沖縄県議会議員選挙と再選する。会派おきなわ（旧県民ネット）に所属し翁長・玉城県政を支えるオール沖縄の一員として活動している。

## 出演

### お笑い番組
- お笑いポーポー

### テレビドラマ
- ちゅらさん 2001年 宮良のおじさん 役
- 警視庁心理分析捜査官・崎山知子1（2002年） - 大盛六郎
- 琉神マブヤー2（2010年、琉球放送） - 金物屋のおじさん 役

### 映画
- Departure（2000年）
- Fire!ファイアー （2002年）
- メシア－伝えられし者たち－ （2003年）
- 真昼ノ星空 2004年
- ゴーヤーちゃんぷるー （2005年） - 沢村卓郎 役
- 夏の思い出　～沖縄伝説～ （2006年）
- 天国からのエール （2011年）
- 10ROOMS （2022年） - 喜舎場 役[7]